# Делла Стріт

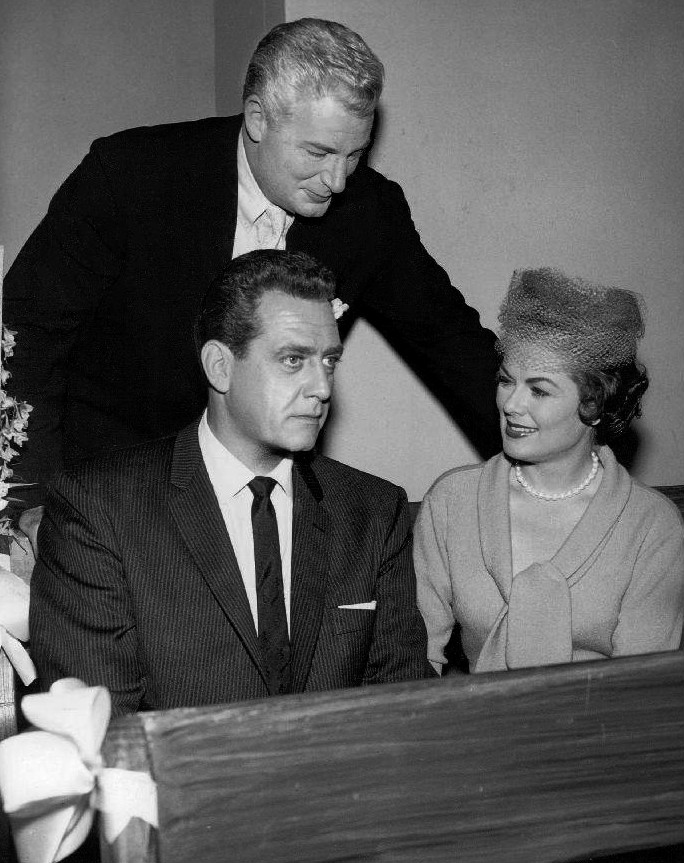
Барбара Гейл (у ролі Делли Стріт), Вільям Гоппер (у ролі Пола Дрейка), Реймонд Берр (у ролі Перрі Мейсона)

Делла Стріт (англ. Della Street) — секретарка Перрі Мейсона — персонажа, якого вигадав американський письменник Ерл Ґарднер. Її прототипом стала дружина Ґарднера, його давня секретарка Агнеса Бетель.

## Характеристика персонажки
Відомо, що Делла Стріт походить із заможної родини, але через крах фондового ринку в 1929 році її сім'я збідніла, і вона була змушена влаштуватися на роботу секретаркою. У романах Ґарднера Делла активно допомагає Перрі Мейсону у розслідуваннях, не раз ризикуючи своїм життям. Між нею і Мейсоном існує любовний зв'язок, що проявляється в творах у вигляді таємничих поглядів, поцілунків тощо. Було також кілька пропозицій про шлюб, але Делла всі рази відмовила, бо хотіла бути частиною життя Перрі і при цьому знала, що таке бути частиною його роботи. Вона приблизно на 15 років молодша від Перрі Мейсона.